# Albert de Lange (Kirchenhistoriker)

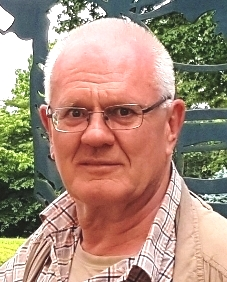

Albert de Lange (* 1952 in Zwolle, Niederlande) ist ein  niederländisch-deutscher evangelischer Theologe und Kirchenhistoriker.

## Leben
De Lange studierte von 1970 bis 1977 Evangelische Theologie in Kampen / NL. Von 1986 bis 1990 war er als Historiker bei der Società di Studi Valdesi in Torre Pellice in Italien tätig. Seit 1990 lebt er als freischaffender Kirchenhistoriker in Deutschland. Forschungsschwerpunkt ist die Geschichte der Waldenser in der Neuzeit. Er promovierte 1987 an der Universität Kampen über Johannes Hermanus Gunning (1829–1905). Er publizierte zahlreiche selbständige und unselbständige Arbeiten in niederländischer, italienischer und deutscher Sprache, vor allem über die Waldenser. Er ist vielfach als Herausgeber und Bearbeiter wissenschaftlicher Bücher und populärwissenschaftlicher Schriften tätig. 
De Lange ist seit 1983 mit einer deutschen evangelischen Theologin verheiratet.

## Mitgliedschaften
- Wissenschaftlicher Vorstand der Deutschen Waldenservereinigung (1995–2025)[1]
- Mitglied im Comitato redazionale del Bollettino della Società di Studi valdesi (seit 1998)
- Mitglied im Comitato scientifico der Opera Scelte di Filippo Melantone, 5 Bde., Torino (Claudiana) (seit 2009)
- Korrespondierendes Mitglied der Kommission für geschichtliche Landeskunde in Baden-Württemberg (seit 2012)

## Werke

### Monographien
- J.H. Gunning Jr. en het Spinoza-standbeeld te Den Haag, Mededelingen XLIV vanwege het Spinozahuis. Leiden 1982.
- De verhouding tussen dogmatiek en godsdienstwetenschap binnen de theologie. Een onderzoek naar de ontwikkeling van het theologiebegrip van J.H. Gunning Jr. (1829–1905). Dissertation, Johannes Calvijnstichting te Kampen, Kampen 1987.
- Die «Glorreiche Rückkehr» der Waldenser wiederholen. Torre Pellice (Società di Studi Valdesi) 1987.
- J.H. Gunning Jr. (1829–1905). Een leven in zelfverloochening. Bd. I: 1829–1861, Kampen 1995, ISBN 90-242-7758-2 (Bd. II: bisher nicht erschienen.)
- Die Waldenser. Der Weg einer religiösen Minderheit in Europa. Lahr 1999, ISBN 3-7806-2493-1.
- Identità e libertà. Trecento anni di presenza valdese in Germania. Torino 2000, ISBN 88-7016-330-X.
- Die Waldenser. Geschichte einer europäischen Glaubensbewegung in Bildern. Landesbildstelle Baden, Karlsruhe 2000, ISBN 3-89116-048-8 (viersprachiger Bildband).
- mit Thomas Wilhelmi: Martin Bucer (1491–1551). Auf der Suche nach Wiederherstellung der Einheit. Begleitbuch zur Ausstellung im Universitätsmuseum Heidelberg. 9. Nov. 2001 – 24. Jan. 2002 (Archiv und Museum der Universität Heidelberg, Schriften Nr. 5). Verlag Regionalkultur, Ubstadt Weiher 2001, ISBN 3-89735-180-3.
- Calvino, I Valdesi e l’Italia. Torino 2009, ISBN 978-88-7016-765-8.
- mit Samuele Tourn Boncoeur: Sulle strade dei valdesi. Guida alla via dell'Esilio. Torino 2014, ISBN 978-88-7707-207-8
  - dt. Übers.: Wandern auf dem „Hugenotten- und Waldenserpfad“. Von Saluzzo nach Genf – Der Weg der Waldenser ins Exil. Deutsche Waldenservereinigung, Ötisheim-Schönenberg 2015.
- mit Heike Kronenwett und Dagmar Rumpf: Reformation mit Hindernissen. 500 Jahre evangelischer Glaube in Baden-Baden. Stadtmuseum/-archiv Baden. Baden-Baden 2017, ISBN 978-3-00-056442-0.

### Herausgeber, Mitarbeiter, Übersetzer (Auswahl)
- Oepke Noordmans: Verzamelde werken, Bände I und III, Kampen 1978 und 1981, ISBN 90-242-2598-1 und ISBN 90-242-0235-3 (Mitarbeiter).
- J.H. Gunning Jr.: Brochures en brieven uit zijn Leidse tijd. Kampen 1984, ISBN 90-242-2903-0 (Herausgeber und Autor).
- Il Glorioso Rimpatrio dei Valdesi. Realtà ed Immagine. Ausstellungskatalog. Società di Studi Valdesi, Torre Pellice 1989 (Herausgeber und Autor).
- Dall'Europa alle Valli Valdesi. Atti del XXIX Convegno storico internazionale: «Il Glorioso Rimpatrio (1689–1989). Contesto – Significato – Immagine». Torre Pellice, 3–7 settembre 1989, Torino 1990, ISBN 88-7016-118-8 (Herausgeber und Autor).
- mit Onno Zijlstra (Hrsg.): Als ik Job niet had. Tien denkers over God en het lijden. Zoetermeer 1997, ISBN 90-211-3663-5 (Herausgeber und Autor).
- Dreihundert Jahre Waldenser in Deutschland, 1699–1999. Herkunft und Geschichte. Mit einem Führer durch die deutschen Waldenserorte. Karlsruhe 1998; 2., verb. Aufl. Karlsruhe 1999, ISBN 3-87210-365-2 (Herausgeber und Autor).
- mit Enea Balmas: Vincenzo Minutoli: Storia del ritorno dei Valdesi nella loro patria dopo un esilio di tre anni e mezzo (1698) con le relazioni dei partecipanti al Rimpatrio. Collana Storici Valdesi, Torino 1998, ISBN 88-7016-297-4 (Herausgeber).
- mit Günter Frank, Gerhard Schwinge: Die Waldenser. Spuren einer europäischen Glaubensbewegung. Begleitbuch zur Ausstellung in Bretten, 12. Mai – 1. August 1999, Bretten 1999, ISBN 3-9806510-1-0 (Herausgeber und Autor).
- mit Günter Frank und Jörg Haustein: Asyl, Toleranz und Religionsfreiheit. Historische Erfahrungen und aktuelle Herausforderungen (= Bensheimer Hefte, Nr. 95). Vandenhoeck & Ruprecht, Göttingen 2000, ISBN 3-525-87182-1 (Herausgeber und Autor).
- mit Andreas Flick: Von Berlin bis Konstantinopel. Eine Aufsatzsammlung zur Geschichte der Hugenotten und Waldenser (= Geschichtsblätter der Deutschen Hugenotten-Gesellschaft, Bd. 35), Bad Karlshafen 2001, ISBN 3-930481-15-4 (Herausgeber und Autor).
- mit Gerhard Schwinge: Beiträge zur Waldensergeschichtsschreibung, insbesondere zu deutschsprachigen Waldenserhistorikern des 18. bis 20. Jahrhunderts (= Waldenserstudien, Bd. 1). Verlag Regionalkultur, Ubstadt Weiher 2001, ISBN 3-89735-235-4 (Herausgeber und Autor).
- mit Gerhard Schwinge: Pieter Valkenier und das Schicksal der Waldenser um 1700 (= Waldenserstudien, Bd. 2). Verlag Regionalkultur, Heidelberg 2004, ISBN 3-89735-273-7 (Herausgeber und Autor).
- mit Martin Brückner: Die Waldenser. Ein geschichtlicher Abriss. Katalog zur Ausstellung im Waldensermuseum in Ötisheim-Schönenberg, o. J. [2005], 16 S. (Herausgeber und Autor).
- mit Kathrin Utz Tremp: Friedrich Reiser und die „waldensisch-hussitische Internationale“. Akten der Tagung Ötisheim-Schönenberg, 2. bis 4. Oktober 2003 (= Waldenserstudien, Bd. 3). Verlag Regionalkultur, Heidelberg 2006, ISBN 3-89735-433-0 (Herausgeber und Autor).
- mit Patrick Batarilo: Das Vermächtnis. Ein Jugendbuch über die Geschichte der Waldenser. Ötisheim-Schönenberg 2007; 2. Aufl., Ötisheim-Schönenberg 2011, S. 4–7, 83–92, 153–172.
- Grenzen überwinden. Die Bedeutung Philipp Melanchthons für Europa. Von Wittenberg bis Siebenbürgen. Ausstellung der Europäischen Melanchthon-Akademie Bretten in Zusammenarbeit mit dem Archiv der Honterus-Gemeinde Kronstadt. Bretten 2007 (Texte und Redaktion).
- mit Jürgen Hanßmann: Ich kann nicht schweigen. Tullio Vinay (1909–1996). Verlag und Buchhandlung der Evangelischen Gesellschaft, Stuttgart 2009, ISBN 978-3-7918-8019-8 (Herausgeber und Autor).
- mit Jürgen Eschmann: Jean Henry Perrot (1798–1853): Der letzte waldensische Schulmeister in Württemberg (= Waldenserstudien, Bd. 4). Verlag Regionalkultur, Heidelberg 2011, ISBN 978-3-89735-616-0 (Herausgeber und Autor).
- Martin Bucers Deutsche Schriften. Bd. 15: Schriften zur Reichsreligionspolitik der Jahre 1545/1546. Bearbeitet von Susanne Haaf unter Mitarbeit von Albert de Lange, Gütersloh (Gütersloher Verlagshaus) 2011. ISBN 978-3-579-04880-2 (Bearbeiter).
- Bewahrung und Erneuerung. Förderer des deutschen Waldensertums (= Waldenserstudien, Bd. 5). Aufsätze anlässlich des 75-jährigen Bestehens der Deutschen Waldenservereinigung e. V. 2011 und des 75-jährigen Jubiläums der Einweihung des Henri-Arnaud-Hauses in Schönenberg als Museum 2014. Verlag Regionalkultur, Heidelberg 2014, ISBN 978-3-89735-797-6 (Herausgeber, Redaktion und Autor).
- mit Günter Frank: Verbündete im Himmel. Religiöse Motive in Bildwerke des Ersten Weltkrieges. Katalog der Ausstellung des Melanchthonhauses Bretten. Verlag 89, Karlsruhe 2014, ISBN 978-3-942301-37-4 (Herausgeber, Redaktion und Bildredaktion).
- mit Michael Welker, Michael Beintker: Europa reformata. Reformationsstädte Europas und ihre Reformatoren. EVA, Leipzig 2016, ISBN 978-3-374-04119-0 (Herausgeber, Redaktion, Bildredaktion).